# Wembley (barri de Londres)
Wembley és una àrea al nord-oest de Londres, Anglaterra, part del borough de Brent. És la seu del conegut Wembley Stadium i del Wembley Arena. Antigament part de la parròquia de Harrow on the Hill al comtat de Middlesex, Wembley formà una parròquia civil separada des de 1894 i s'incorporà com a borough municipal el 1937.

## Història
Wembley deriva de l'anglès antic "Wemba" (nom propi) i "Lea" (prat o clariana). El nom fou esmentat per primer en una carta de 825 del rei Beornwulf de Mèrcia. El poble de Wemba Lea creixé al turó prop de la clariana al sud de la carretera de Harrow. Bona part de l'àrea circumdant romania boscosa. El 1547 hi havia unes sis cases a Wembley. Encara que petit, era una de les parts més riques de Harrow. A la dissolució dels monestirs, el senyoriu de Wembley recaigué en Richard Andrews i Leonard Chamberlayne el 1543, que el venien a Richard Page el mateix any. La família Page continuaren com a senyors de Wembley durant uns quants segles.
Hi havia un molí al turó de Wembley per 1673. El 1837, el Ferrocarril de Londres i Birmingham (ara part de la West Coast Main Line) començà a l'estació de London Euston, a través de Wembley, a Hemel Hempstead, i finalitzava a Birmingham l'any següent. Els canvis de noms de l'estació local demostren la importància creixent del nom de 'Wembley'. L'estació de Sudbury obrí el 1845, fou rebatejada 'Sudbury i Wembley' el 1882, i de nou canvià el nom «Wembley» per «Sudbury» el 1910. Fou rebatejada com 'Wembley Central' el 1948, pels Jocs Olímpics d'Estiu de 1948.

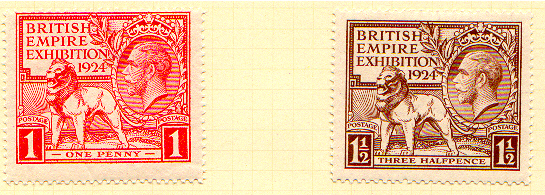
Segells de correus de Demostració d'Imperi britànics.

L'àrea al voltant de l'actual Wembley Stadium fou la localització de la British Empire Exhibition
de 1924-1925.
Fins als anys 2000, els romanents dels molts edificis de formigó armat, incloent-hi l'antic Wembley Stadium, romanien, però gairebé tots s'han enderrocat com a part del pla de remodelació de l'àrea.
El centre comercial patí una decadència lenta i es mantenia pobrament, per això però s'està remodelant com el Wembley Central Square. La primera fase, ja completada, inclou 85 habitatges i la remodelació de la plaça.
Wembley City, que inclou un nou centre cívic per al borough, s'està construint al voltant de l'encreuament de Engineers Way i Empire Way, prop de l'estadi.
Gran part de l'allotjament de Wembley consta cases adossades i terrasses d'entreguerres i de blocs d'apartaments moderns, amb una minoria significativa d'habitatges unifamiliars.

## Geografia i administració

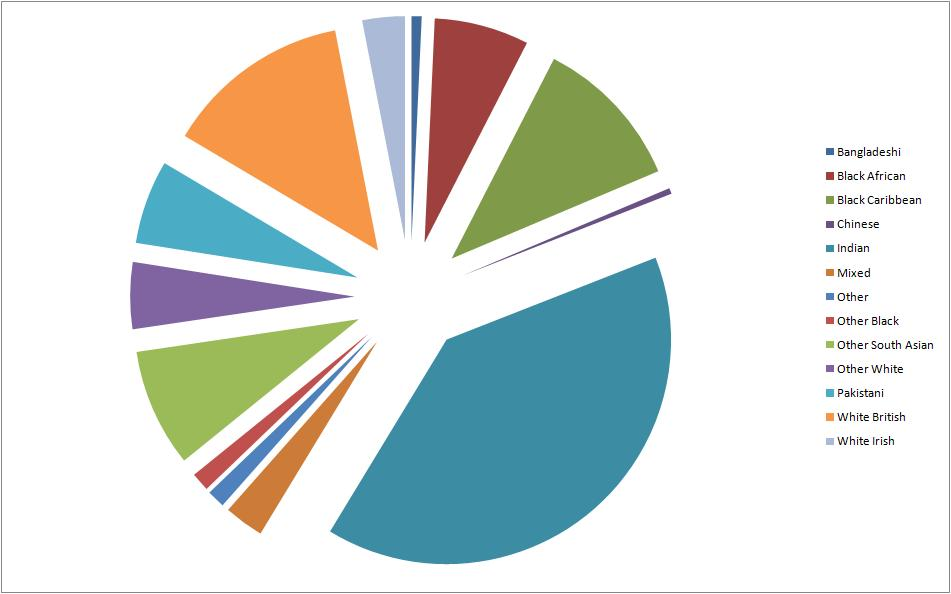
Wembley té un grau alt de diversitat ètnica, Gràfic circular mostrant la diversitat ètnica de central Wembley el 2001

Fins al segle xix Wembley era una àrea rural i reté un cert nombre d'espais verds. Aquests inclouen Parc Barham (10,5 hectàrees) a Sudbury Town, Parc King Edward VII, establert el 1914 darrere High Road (10,5 hectàrees) i Sudbury Green. També hi ha el Fryent Country Park, Barn Hill (19.87 hectàrees) i terra d'esports Vale Farm (30 hectàrees). Brent River Park / Tokyngton Recreation Ground (20,26 hectàrees) ha estat últimament restaurat tornant el riu a un curs més natural.
L'àrea s'identifica en el Pla de Londres de l'Alcalde de Londres com un dels 35 centres essencials al Gran Londres.
Wembley és part dels codis postals HA0 i HA9, i té el seu propi districte postal. Inclou Alperton, Preston, North Wembley, South Kenton, Tokyngton, Wembley Park i en part de Sudbury i Northwick Park.
Wembley formà part de l'antiga parròquia de Harrow on the Hill en el Gore (hundred de Middlesex). El 1894 Wembley fou separat de Harrow, creant una parròquia nova i districte urbà. Incloïa Alperton, Preston, North Wembley, South Kenton, Tokyngton, Sudbury, Wembley Park i Northwick Park. El districte urbà incloïa la parròquia veïna de Kingsbury fins a 1901 i una altra vegada de 1934.
El 1937 s'incorporà com el Municipal Borough of Wembley. Les casernes del cos de bombers de Middlesex County Council eren en la carretera de Harrow i és ara un parc de bombers del cos de bombers de Londres. El Brent Town Hall (Ajuntament de Wembley) a Forty Lane, fou construït el 1938, i es convertí en seu de l'Ajuntament de Brent quan els boroughs municipals de Wembley i Willesden es fusionaren el 1965 per formar el London Borough of Brent i transferit al Gran Londres. Des de les eleccions de 2010, Brent Council és controlat pel partit laborista.

## Economia
El desenvolupament de la 'Ciutat de Wembley' en l'àrea de Wembley Stadium té un cert nombre de parts interessades (stakeholders), particularment a Quintain Estates and Development. També cal incloure noves instal·lacions de lleure (p. ex. les primeres piscines de natació construïdes al borough en 60 anys, i un cinema multi-sales), unitats residencials i al detall i un Centre Cívic nou, oficines de consell que incorporen i aula magna, una biblioteca i altres instal·lacions comunitatàries que es preveu que es completi el 2013.
El centre europeu de vendes i serveis d'Air France-KLM, centre de vendes per a 15 països europeus, és a Wembley.

## Atractius turístics

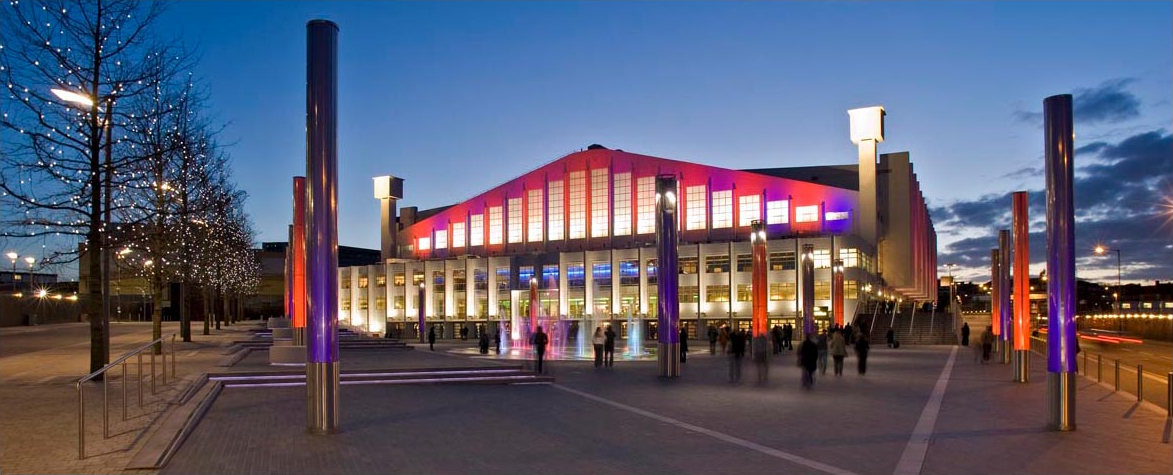
Wembley Arena

Un dels llocs destacats del barri és el Wembley Stadium, reconstruït entre 2003 i 2007 amb un cost de 827 un milions de £,
que és al costat del White Horse Bridge dissenyat pels arquitectes responsables del London Eye. A prop hi ha també el Wembley Arena, una sala de concerts construïda el 1934 com la Empire Pool, una piscina per als Empire Games, i Fountain Studios, un dels majors estudis de gravació per a la televisió que acull els programes Factor X, Bremner, Bird and Fortune i Britain's Got Talent. L'Ajuntament de Brent (Brent Town Hall) és un edifici al Barn Hill davant del Wembley Stadium; el seu futur és incert degut als plans per a moure la funció d'ajuntament, incloent-hi cambra del consell, a un nou centre cívic com a part de la remodelació de Wembley.
L'Església presbiteriana de Saint Andrew al centre de Wembley fou construïda el 1904, dissenyada per Thomas Edward Collcutt i Stanley Hemp. La construcció és en maó i el disseny era influït pel Moviment Arts and Crafts. L'església es convertia en el MOSQUE WEMBLEY CENTRAL durant els últims anys 1990.

## Transport
Wembley és a prop a la carretera A40 (Avinguda Occidental) i l'A406 (carretera circular nord). Es proposen tres serveis de transport col·lectiu a l'àrea; el West London Orbital, el Fastbus i el North and West London Light railway.

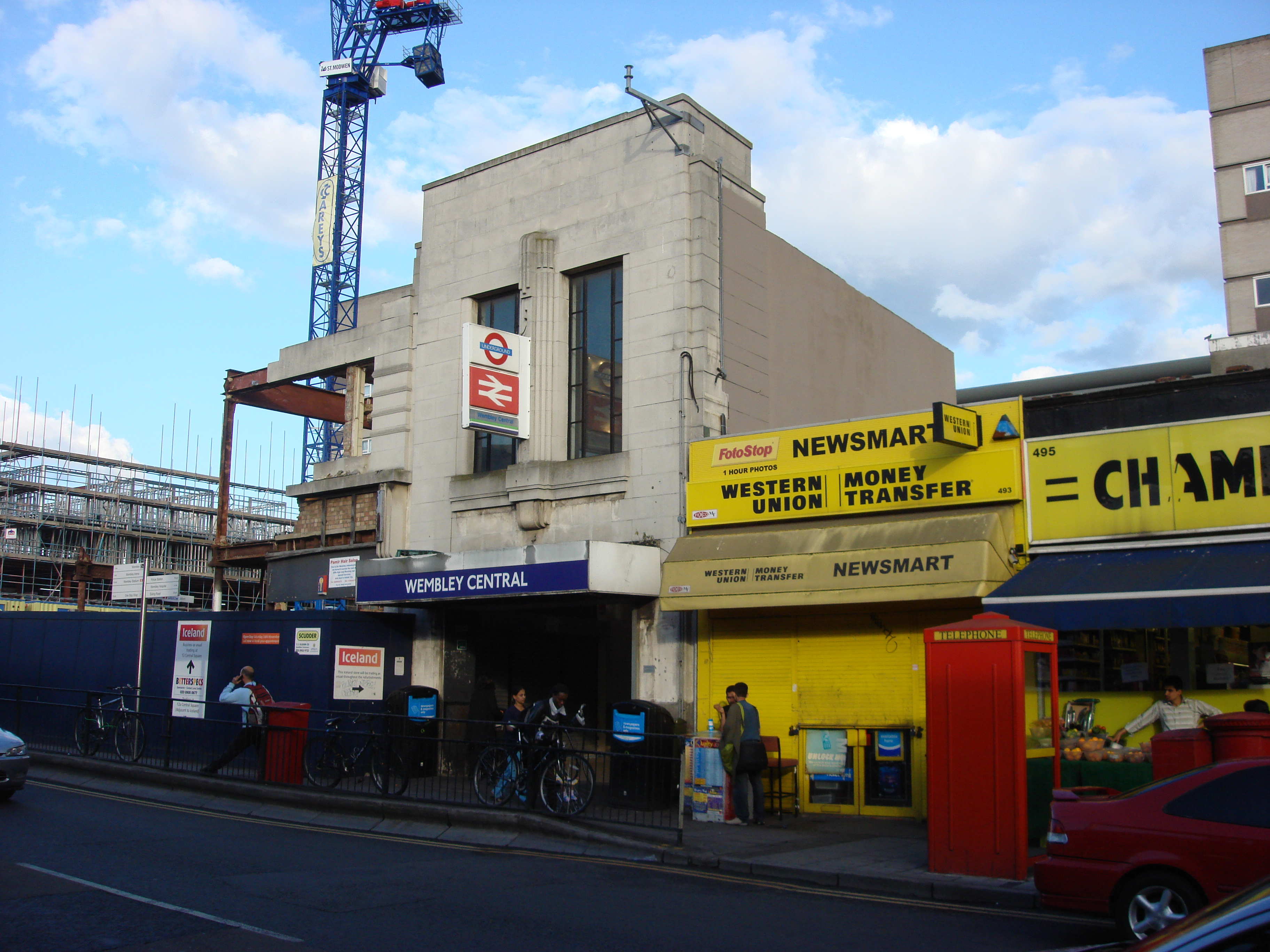
Estació de Wembley Central Station

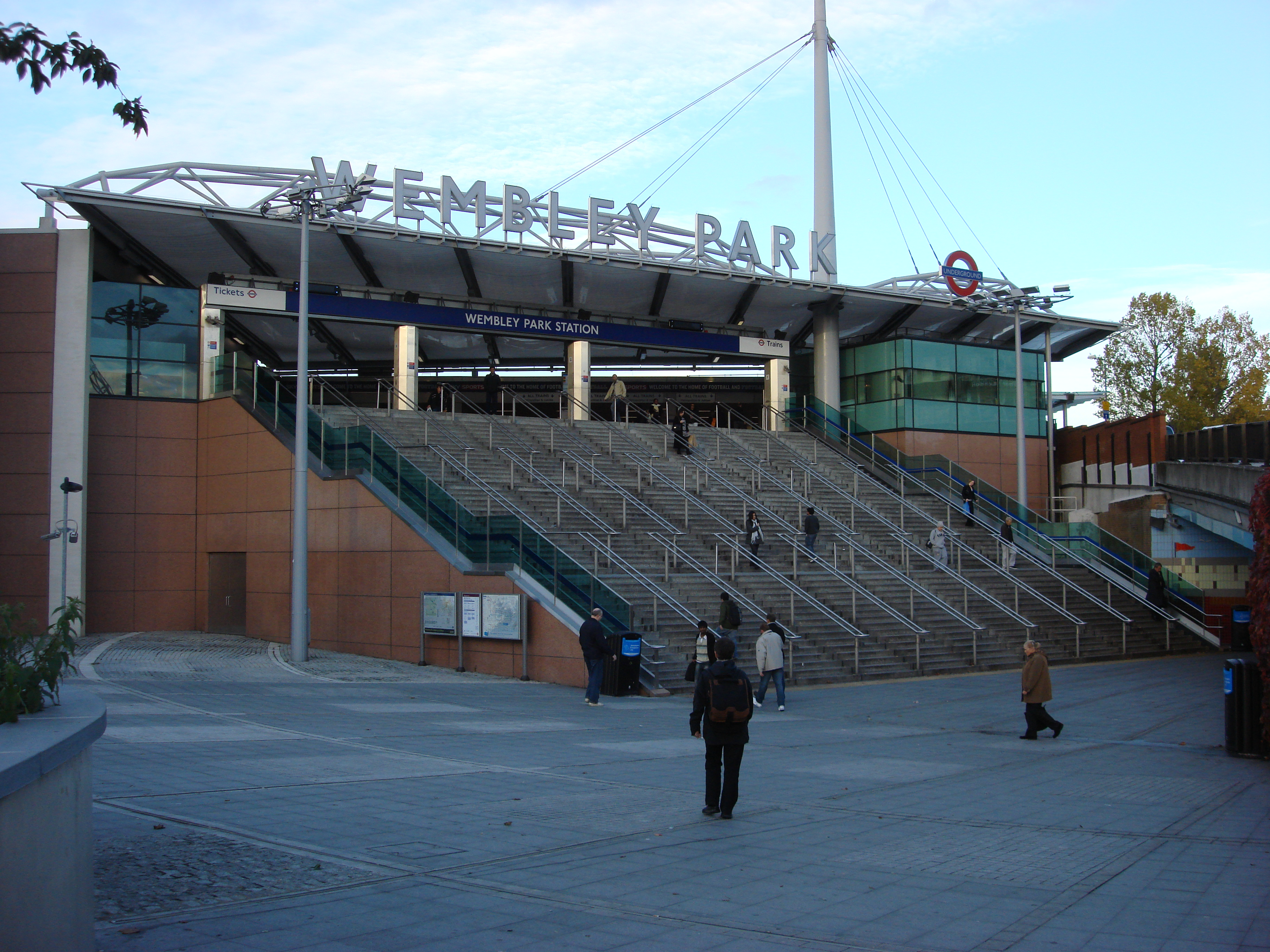
Wembley Park Station

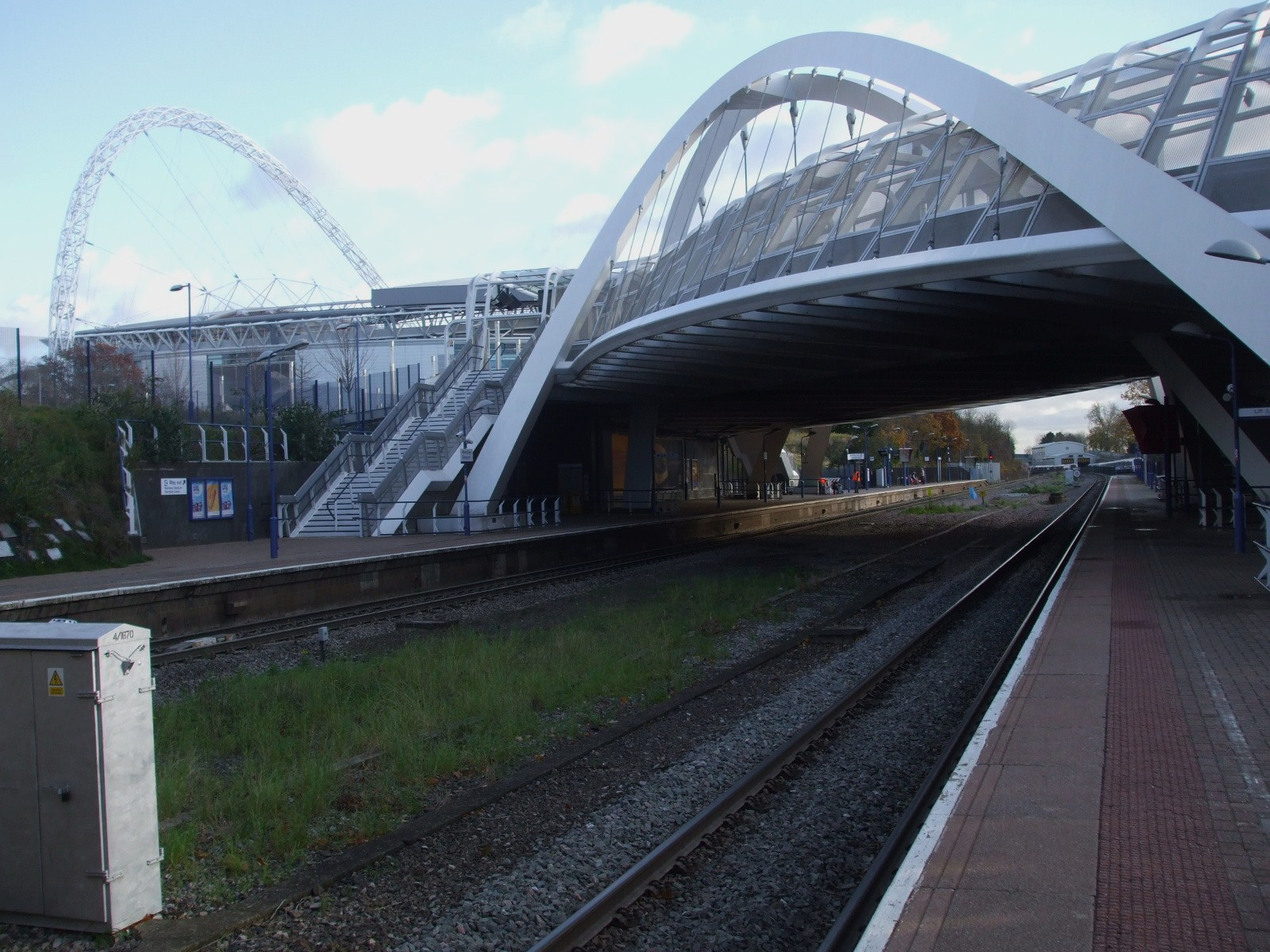
El White Horse Bridge, prop de Wembley Stadium station

### Transport ferroviari
Per modernitzar el servei, es construí la Watford DC Line al costat de les línies principals, i els trens de Bakerloo Line, i els trens elèctrics a Broad Street començaren el 1917. Els trens elèctrics a Euston començaven a circular en 1922. Des de 1917 hi ha hagut sis plataformes al que és ara l'estació de Wembley Central. El 1880, el Metropolitan Railway obria la seva línia des de Baker Street a través del costat oriental de Wembley, però només construïa una estació, Wembley Park, el 1894. Hi ha ara tres serveis físicament separats, el London to Aylesbury Line, la Metropolitan Line, i la Jubilee Line. Només els dos últims serveis tenen plataformes en estació de Wembley Parc.
El novembre de 1905, el Great Central Railway (Gran Ferrocarril Central) (ara, en aquesta secció, part del Chiltern Main Line) obrí una nova ruta per a expressos ràpids que passaven per fora de les vies de tren metropolitanes congestionades. S'executava entre Neasden Junction, al sud de Wembley, i Northolt Junction, a l'oest de Londres, on un túnel conjunt nou cobria amb el començament del Great Western Railway. Els serveis de passatgers locals des de Marylebone s'afegien des del març de 1906, quan s'obrien estacions noves, incloent-hi 'Wembley Hill', prop del lloc on es construiria el Wembley Stadium, romanent obert durant 77 anys fins que fou tancat l'octubre de 2000.
Després d'un procés de planificació i redesenvolupament llarg engrapat per una sèrie de problemes de finançament i retards de construcció, l'estadi nou finalment obria les seves portes el març de 2007.
L'estació de “Wembley Hill” es rebatejava 'Wembley Complex' el maig de 1978, abans d'aconseguir el seu nom present d'“Estadi De Wembley” el maig de 1987.
Chiltern Railways services are provided at Wembley Stadium railway station. London Underground services are provided on the Metropolitan line and Jubilee line at Wembley Park tube station. London Midland, London Overground and London Underground Bakerloo line services are available at Wembley Central railway station. Southern trains also pick up here, but are deliberately not advertised, for contractual financial reasons.
Els serveis de Chiltern Railways es proporcionen en Estació De Wembley Stadium Railway. Els serveis Subterranis de Londres es proporcionen en la Línia metropolitana i Línia d'aniversari en Estació De Wembley Park TUBE. Mig Terra De Londres, Londres Sobregrinyolava i els serveis London Underground BAKERLOO LINE estan disponibles en ESTACIÓ DE WEMBLEY CENTRAL RAILWAY. Els trens Del sud també trien cap amunt d'aquí, però no s'anuncien deliberadament, per raons financeres contractuals.

### Autobusos
La següent taula mostra les rutes de London Buses que circulen cap a Wembley Central, incloent-hi les seves destinacions i l'operador.
| Ruta 18  | Estació de London Euston      | Sudbury Swan                 | First Centrewest |
| Ruta 79  | Alperton Sainsburys           | Edgware                      | First Centrewest |
| Ruta 83  | Ealing Hospital               | Golders Green                | First Centrewest |
| Ruta 92  | Saint Raphael's North         | Hospital d'Ealing            | First Centrewest |
| Ruta 182 | Harrow Weald Oxhey Lane       | Brent Cross                  | Metroline        |
| Ruta 204 | Sudbury Town                  | Edgware                      | Metroline        |
| Ruta 223 | Wembley Central               | Harrow                       | First Centrewest |
| Ruta 224 | Estació de Wembley Stadium    | Harlesden Willesden Junction | First Centrewest |
| Ruta 297 | Estació de Willesden Junction | Ealing Broadway              | Metroline        |
| Ruta H17 | Estació de Wembley Central    | Harrow                       | Transdev London  |
| Ruta N18 | Trafalgar Square              | Harrow Weald Bus Garage      | First Centrewest |

## Personatges il·lustres
- Charlie Watts bateria de The Rolling Stones